# Friedrich Moritz von Wattenwyl

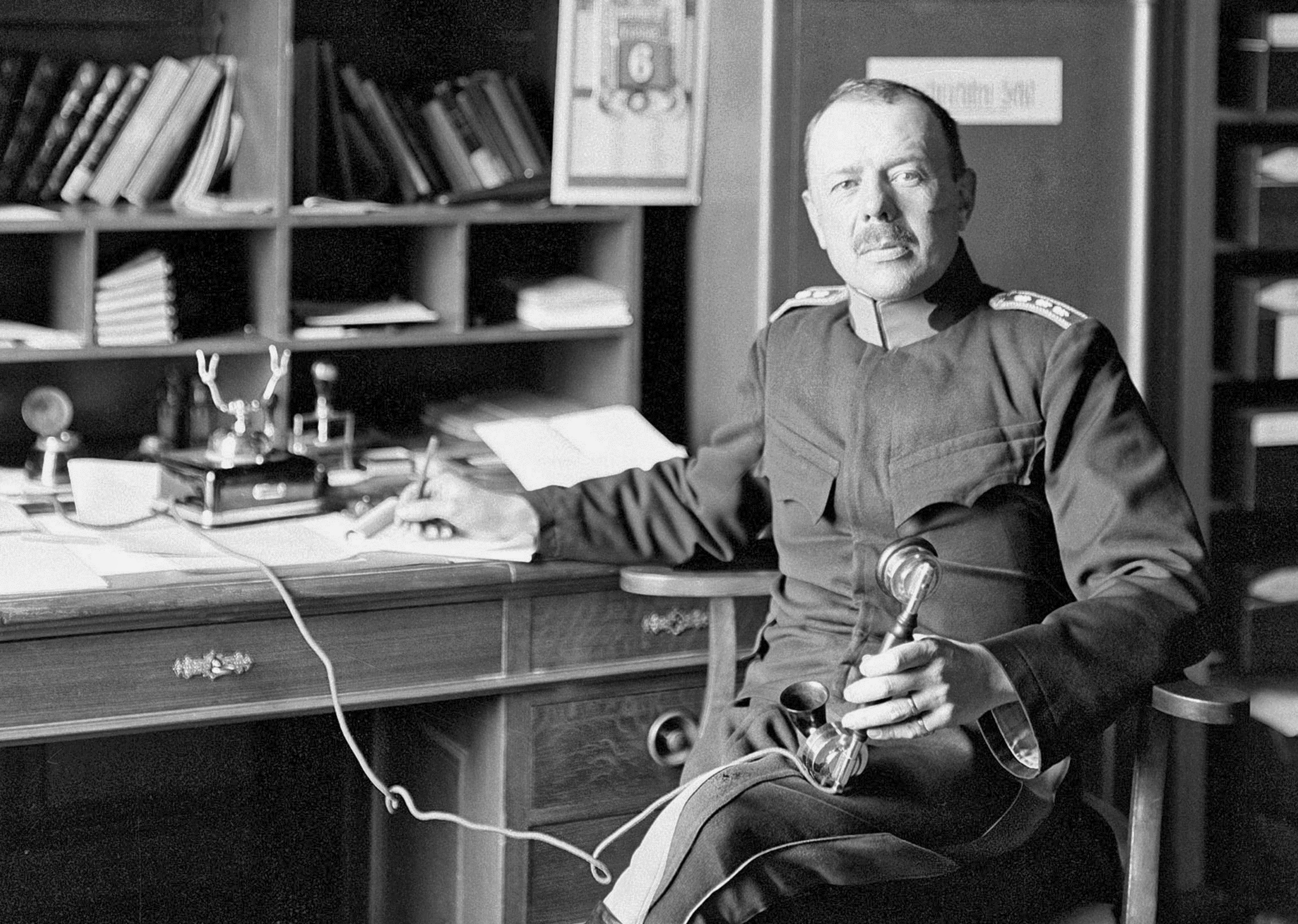
Oberst Friedrich Moritz von Wattenwyl

Friedrich Moritz von Wattenwyl (* 17. August 1867 in Bern; † 4. Juli 1942 ebenda) war ein Schweizer Generalstabsoffizier.

## Leben
Von Wattenwyl studierte in Bern, Leipzig und Heidelberg Rechtswissenschaften und promovierte 1891. Danach war er Instruktor der Artillerie, Brigadekommandant und Generalstabsoffizier. Als Beobachter besuchte er Truppenmanöver in der Türkei, Deutschland und Österreich-Ungarn. Ab 1912 war er Chef des Nachrichtendienstes im Generalstab. 1916 wurde von Wattenwyl zusammen mit Karl Egli vom Bundesrat in der Folge der Obersten-Affäre von seiner Funktion enthoben. Danach fungierte er als Berichterstatter für schweizerische Zeitungen und für den Generalstab an den deutschen Fronten im Ersten Weltkrieg. Von 1919 bis 1923 leitete er das schweizerische Hilfswerk für österreichische Kinder. Für dieses Wirken wurde er vom Österreichischen Roten Kreuz ausgezeichnet.
Von Wattenwyl ist Vater des späteren Gynäkologen Pierre Hubert von Wattenwyl (1907–1984) und der Rose Alice Antoinette von Wattenwyl, die 1937 den Kunstmaler Balthus heiratete, der auch ein Porträt seines Schwiegervaters anfertigte.

## Rezeption
Der Sender SRF 1 strahlte am 15. Oktober 2015 eine Dokumentarsendung von Hansjürg Zumstein aus, welche die Obersten-Affäre in der Form eines Doku-Drama näher beleuchtet. Von Wattenwyl wird darin vom Schauspieler Andreas Matti dargestellt.